# إيان كاميرون
إيان كاميرون (بالإنجليزية: Ian Cameron)‏ هو لاعب كرة قدم بريطاني، ولد في 23 مايو 1988.